# Tunzhofen
Tunzhofen (auch Tunzhoven oder Dunzhofen) ist eine untergegangene Siedlung im heutigen Stadtgebiet von Stuttgart-Nord. Der Ort wurde zwischen 1229 und 1372 mehrfach urkundlich erwähnt.

## Lage
Die Siedlung lag am Nordhang des Nesenbachtals, etwa zwischen dem Pragfriedhof und der Stuttgarter Innenstadt. Heute erinnert noch die Tunzhofer Straße und der Tunzhofer Platz nordwestlich der Heilbronner Straße und des Europaviertels an die Lage des ehemaligen Dorfes. Weiterhin hieß eines der mittelalterlichen Stuttgarter Stadttore Tunzhofener Tor.

## Geschichte
Erstmals erwähnt wurde Tunzhofen in einer Urkunde Papst Gregors IX. aus dem Jahre 1229. Später (1265) erscheint der Ort als Tunezhofen. Kirchlich gehörte Tunzhofen zum Kirchspiel Altenburg (bei Cannstatt). Bedeutende Grundherren in Tunzhofen waren hier die Herren von Rechberg und das Kloster Lorch. Eine wichtige Rolle spielte der Weinbau: Es ist bekannt, dass das Kloster Lorch hier eine Kelter hatte. Außerdem gab es im Jahr 1280 Streitigkeiten zwischen dem Pfarrer von Altenburg und dem von Münster wegen dem Weinzehnten von Tunzhofen. 1307 übergab der Edelmann Berthold von Gundelfingen seine Besitztümer in Tunzhofen dem Kloster Bebenhausen. Es ist auch ein Adelsgeschlecht bekannt, dass sich von Tunzhofen nannte und im Ort wohnte.
Nach dem Stuttgarter Zinsbuch von 1350 erhielten die Grafen von Wirtenberg aus Häusern, Höfen und Gärten zu Tunzhofen noch 28 Schillinge, 11 Heller, ein Huhn, und ein Simri Haber an Abgaben. 1372 wird der Ort auch noch erwähnt. In diesem Jahr zahlte Conrad Sutor von Tunzhofen Abgaben in Höhe von 12 Schillingen für sein Haus in Tunzhofen. Wohl in der Folge des Städtekrieges von 1387 wurde Tunzhofen als Wohnplatz aufgegeben. Seine Einwohner zogen in den besser schützenden Mauerring der Stadt Stuttgart. In einem Zinsbuch von 1393 werden noch Weingärten, Gärten, Äcker und Wiesen in Tunzhofen erwähnt, jedoch keine (bewohnten) Häuser mehr. Für das 14. Jahrhundert ist der Familienname Tunzhofer in Stuttgart nachgewiesen.